# Hordain Communal Cemetery
Hordain Communal Cemetery is een Britse militaire begraafplaats gelegen in de Franse plaats Hordain (Noorderdepartement). De begraafplaats wordt onderhouden door de Commonwealth War Graves Commission.
De begraafplaats telt 2 geïdentificeerde Gemenebest graven uit de Eerste Wereldoorlog.